# Tadeusz Rylski
Tadeusz Rylski (Ścibor-Rylski) (ur. w 1871 w Dublanach k. Lwowa, zm. w 1943 w Warszawie) – polski urzędnik i nauczyciel akademicki, specjalizujący się w zagadnieniach dotyczących mleczarstwa, dyrektor Państwowej Szkoły Gospodarstwa Wiejskiego w Cieszynie.
Był absolwentem III Gimnazjum we Lwowie. Od 1891 roku kontynuował kształcenie: najpierw w rodzinnych Dublanach w Wyższej Szkole Rolniczej, a od 1891 roku w Krakowie, gdzie ukończył Studium Rolnicze Uniwersytetu Jagiellońskiego. Po jego ukończeniu w 1893 roku, na wniosek Leopolda Adametza przez rok pracował w Katedrze Hodowli Zwierząt. W 1894 roku wyjechał na studia do Lipska i Getyngi. Po powrocie do Krakowa, w 1897 roku uzyskał na Uniwersytecie Jagiellońskim tytuł doktora filozofii.

W latach 1897–1924 pełnił funkcję krajowego inspektora mleczarstwa we Lwowie. Pełniąc tę funkcję, podróżował do Danii i Szwajcarii, celem zapoznania się z organizacją tamtejszego szkolnictwa mleczarskiego. Od 1901 roku był członkiem i działaczem Galicyjskiego Towarzystwa Gospodarczego a także członkiem Komitetu GTG (28 czerwca 1913 – 20 czerwca 1914). Z jego inicjatywy w 1903 roku Wydział Krajowy Towarzystwa otworzył w Rzeszowie Krajową Szkołę Mleczarską – pierwszą polską szkołę zawodową, mającą kształcić personel dla mleczarni i serowni. Tadeusz Rylski w latach 1903–1909 pełnił funkcje kierownika tej placówki.
Następnie, w latach 1909–1919 został zatrudniony na stanowisku docenta jako wykładowca technologii żywności w Wyższej Szkole Rolniczej w Dublanach. Równolegle, w latach 1915–1917, wykładał na Wyższych Kursach dla Kobiet im. A. Baranieckiego w Krakowie.
W 1924 roku objął stanowisko dyrektora cieszyńskiej Państwowej Szkoły Gospodarstwa Wiejskiego, którą to funkcję pełnił do przejścia na emeryturę w 1937 roku. W tym okresie w Szkole zorganizowano drugi – obok Wydziału Rolniczego – Wydział Instruktorsko-Nauczycielski, kształcący kadry do pracy dydaktycznej w zakresie rolnictwa.
Tadeusz Rylski opublikował kilkanaście prac i artykułów, dotyczących zagadnień związanych z mleczarstwem. Był również współredaktorem czasopisma „Mleczarstwo”, początkowo jako dodatku do „Gazety Rolniczej” (od 1911 roku do lat I wojny światowej), a po wojnie organu Polskiego Związku Organizacji i Kółek Rolniczych oraz Zjednoczonego Związku Spółdzielni Rolniczych. Od 1928 roku kierował „Tygodnikiem Mleczarskim”, wydawanym przez poznański Związek Spółdzielni Zarobkowych i Gospodarczych, nadal pozostając związany z redakcją „Mleczarstwa”, które od 1928 roku pod nazwą „Mleko” ponownie stało się dodatkiem do „Gazety Rolniczej”.
Pozostał aktywny również po przejściu na emeryturę akademicka, pełniąc m.in. funkcję delegata Komitetu Państwowych Ocen Masła i Serów oraz kierownika Stacji Badania Masła we Lwowie oraz Krakowie. Zmarł w 1943 roku w Warszawie.
W 2003 roku imię Tadeusza Rylskiego nadano Zespołowi Szkół Spożywczych w Rzeszowie, będącemu kontynuatorem stworzonej przez niego Krajowej Szkoły Mleczarstwa.